# Centre d'instruction élémentaire de conduite
En France, les CIEC (Centre d'instruction élémentaire de conduite) ou EIEC (Escadron d'instruction élémentaire de conduite) sont de véritables auto-écoles militaires, chaque Centre forme les personnels des armées à la conduite.
Les CIEC sont rattachés aux Écoles militaires de Bourges et à son pilier École du train et de la logistique opérationnelle.
C'est le CGICM (Commandement des Groupements de l’Instruction de Conduite Militaire), qui en est le gestionnaire opérationnel. Nommé avant octobre 2019, la CPIEC (Cellule de pilotage de l’instruction élémentaire de conduite).
Les cinq centres et le commandement spécifique de ces derniers, ont défilé sur les Champs-Élysées lors du défilé du 14 juillet 2018.
Le premier centre a été créé en 1996 à Mourmelon.

## Implantations
Ils sont au nombre de 5 répartis sur le territoire national :
- CIEC de Mourmelon-le-Grand, EIEC n°4.
- CIEC de Sissonne, EIEC n°5.
- CIEC de Montlhéry situé en fait à Ollainville (Essonne)48° 36′ 38″ N, 2° 12′ 53″ E, EIEC n°3.
- CIEC de La Valbonne, EIEC n°2.
- CIEC de Castelsarrasin, ne pas confondre avec Castel-Sarrazin de la Région Nouvelle-Aquitaine, EIEC n°1. Situé auparavant à Déols au Camp de La Martinerie, nommé à tort Châteauroux.

## Fonctionnement
Sous l'égide de l'Armée de terre le fonctionnement des CIEC a pour but de former les personnels militaires à la conduite de véhicules terrestres, en se basant sur la formation donnée dans le civil.
Les moniteurs militaires ont une durée de formation équivalente à leurs homologues civils avec qui ils exercent ; basé sur le BEPECASER, or ce dernier est remplacé depuis 2016 par le titre professionnel d’enseignant à la conduite.
Tous les stagiaires militaires peuvent prétendre à une formation et un permis validable dans le civil pour les catégories :
- VL et MOTO ;
- PL, SPL et TC

Dans le cas d’un permis de conduire civil annulé, la conversion du titre militaire : BMC en permis civil est impossible.
Les CIEC sont ainsi la première auto-école de France, ils délivrent près de 12 000 brevets par an sur cinq types de catégories.

## Matériels
Comme le prévoit la législation, tous les véhicules (excepté pour les motos) sont équipés de double commande.
Les véhicules utilisés sont des T430 Renault et remorque, Irisbus Arway, Yamaha XJ6 et des Renault Clio IV ou Renault Clio V.

## Baselégale
L'instruction telle qu'elle est donnée aujourd'hui repose essentiellement sur le code de la route ainsi que deux textes de références que sont :
1. L'Instruction Ministérielle 2000 [2]
2. Le TTA 303[3]